# 馮海喦
馮海喦（1908年—2008年）名著唐，河北河间人，中华民国政治人物。冯国璋之孙，冯家遂的次子。

## 生平
中华民国初年，馮海喦曾在詹天佑身边担任翻译、文员的工作。1947年，為第一屆國民大會代表。1949年去台湾，继续担任国大代表，2008年以百岁高龄去世。